# Micuții șmecheri
Micuții șmecheri (titlu original: în engleză The Little Rascals) este un film american de familie de comedie din 1994 regizat de Penelope Spheeris și bazat pe Our Gang de Hal Roach. Rolurile principale au fost interpretate de actorii Travis Tedford, Kevin Jamal Woods și Jordan Warkol.

## Distribuție
- Travis Tedford – "Spanky" McFarland
- Bug Hall – "Alfalfa" Switzer
- Brittany Ashton Holmes – Darla
- Kevin Jamal Woods – "Stymie"
- Jordan Warkol (voce dublată de E. G. Daily) – "Froggy"
- Zachary Mabry – "Porky"
- Ross Bagley – "Buckwheat"
- Sam Saletta – "Butch"
- Blake Jeremy Collins – "Woim"
- Blake McIver Ewing – Waldo Johnston III
- Courtland Mead – "Uh-huh"
- Juliette Brewer – Mary Ann
- Heather Karasek – Jane